# جيمس بيل (سياسي أمريكي)
جيمس بيل (بالإنجليزية: James Bell)‏ هو محامي وسياسي أمريكي، ولد في 13 نوفمبر 1804 في فرانسيستاون في الولايات المتحدة، وتوفي في 26 مايو 1857 في لاكونيا في الولايات المتحدة. حزبياً، نشط في حزب اليمين والحزب الجمهوري. وقد انتخب عضو مجلس الشيوخ الأمريكي.